# 細胞分画法
細胞分画法（さいぼうぶんかくほう）は細胞内の構成物質を遠心分離によって分離する手法である。主に分画遠心法（分画遠心分離法）と等密度遠心法（密度勾配遠心法）があるが、細胞分画法という言葉は通常、分画遠心法のことを指すため、ここでは主に分画遠心法について記されている。

## 種類
- 分画遠心法
- 等密度遠心法

なお、核酸やタンパク質同士を分離するときは電気泳動を用いる。

## 分画遠心法
分画遠心法は、分画遠心分離法とも呼ばれる分離の手法である。

### 手順
- 組織片をすり棒で上下回転させながらすりつぶす。細胞小器官が浸透圧によって変形・破壊されたり、葉細液中の物質によって分解されたりすることを防ぐため、等張なスクロース溶液などの非電解質の冷却等張液内で行う。なお、このとき組織片を入れるものをホモジェナイザーという。
- 得られた細胞破片をろ過してホモジェネート（細胞破砕液）を作る。
- 超遠心機にかける。遠心力を段階的にかけ、沈殿物を順に取り除いていく。
- それぞれの沈殿物を観察する。

### 結果
まず沈殿するのは核である。なお、不純物である生体膜などの細胞片も沈殿する。次に葉緑体が沈殿する。またほぼ同時にミトコンドリアも沈殿し始める。最後にリボソームや細胞骨格が沈殿する。なお、最後に残った上澄みは可溶性画分という。